# 維納州

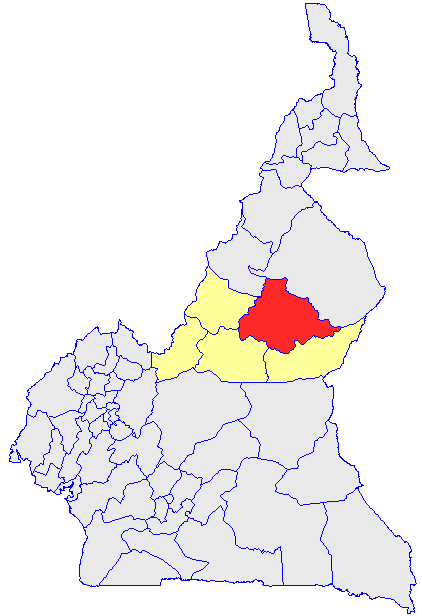

維納州（法語：Vina），是喀麥隆的58個州份之一，位於該國中部，由阿達馬瓦區負責管轄，南面是姆貝雷州，面積17,196平方公里，2001年人口247,427，人口密度每平方公里14.4人。